# Markus Fuchs
Markus Fuchs, född den 23 juni 1955 i Wängi i Schweiz, är en schweizisk ryttare.
Han tog OS-silver i lagtävlingen i hoppning i samband med de olympiska ridsporttävlingarna 2000 i Sydney.